# Calpam Mineralöl-Gesellschaft
Die Calpam Mineralöl-Gesellschaft mbH ist ein regional tätiges Unternehmen im Bereich Mineralöl- und Schmierstoff mit Sitz in Aschaffenburg.

## Unternehmensgeschichte

Historisches Logo

Die Calpam Mineralöl-Gesellschaft mbH wurde am 13. Juli 1961 unter dem Namen „Deutsche PAM Mineralöl-Gesellschaft mbH“ gegründet und 1989 vom Bolloré–Konzern unter Beteiligung der Holdinggesellschaft CIPCH (Calpam International Petroleum Company Holding BV, Rotterdam/NL) zu 100 % übernommen. Am 1. Dezember 1994 wurde die Firmierung in „Calpam Mineralöl-Gesellschaft mbH“ geändert.
Die historische Deutsche PAM Mineralölgesellschaft als Tochterunternehmen des niederländischen Konzerns SHV mit Sitz in Düsseldorf belieferte im Regional- und Direktvertrieb die Kunden mit Kraftstoffen, Heizöl und Schmierstoffen und verlegte aus strategischen Gründen den Firmensitz nach Aschaffenburg, dem Ort ihres größten Tanklagers.
1989 wurde Calpam eine Tochtergesellschaft der Energiedivision der Bolloré-Gruppe in Paris. Eine markenrechtliche Vereinbarung mit den ehemaligen Eigentümern führte 1994 zum heutigen Namen Calpam Mineralöl-Gesellschaft mbH. Die Ursprünge der Markenbezeichnung Calpam liegen in einer früheren gemeinsamen Gesellschaft von Chevron und der niederländischen PAM.

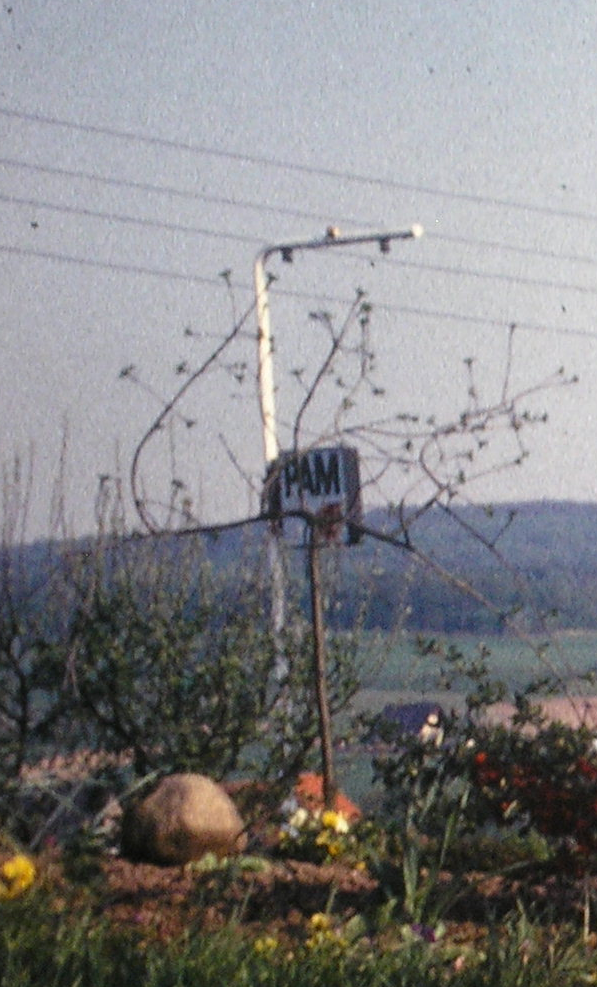
PAM Tankstellenschild mit dem alten Logo in Büscherheide 1975

## Unternehmensprofil
Über die Muttergesellschaft Bolloré Energie gehört die Calpam zum zweitgrößten unabhängigen Vertreiber von Mineralölprodukten in Europa mit der Produktpalette Heizöl, Kraftstoffe und Schmierstoffe. Die Bebunkerung von Schiffen erfolgt durch die Tochterfirma Deutsche Calpam in Hamburg.
Kunden sind Haushalte, die Landwirtschaft, Transportfirmen, die Industrie, das Handwerk sowie der Heizöl- und Kraftstoffhandel.
Calpam betreibt in Kleinostheim ein Tanklager für Heizöl und Dieselkraftstoff mit einer Fassungskapazität von 11.000 m³. Der Vertrieb der vorgehaltenen Produkte erfolgt über fünf rechtlich unselbständige Niederlassungen in Arnsberg, Korbach, Herdorf, Greiz und Kleinostheim sowie  mit ca. 60 Tankstellen, die in Nordrhein-Westfalen, Niedersachsen, Hessen und Bayern angesiedelt sind.
Zum 1. Januar 2019 wurde das Heizöl- und Dieselgeschäft an den Standorten Neu-Ulm, Augsburg und Albstadt an die SCHARR WÄRME GmbH & Co.KG, Stuttgart, verkauft.
Zusätzlich zu der gesetzlichen zweijährigen Eichprüfung, die bei jedem Tankwagen durchgeführt wird, unterliegen die Tankfahrzeuge der stetigen, freiwilligen Kontrolle durch das staatliche Eichamt, Kontrolleuren des RAL-Gütezeichens und gehören somit zu den Händlern, die dieses Zeichen nutzen.

## Unternehmensbeteiligungen
- UNITI-Kraftstoffe Gesellschaft mbH, Berlin[5]
- Gebindeverwertungsgesellschaft der Mineralölwirtschaft mbH (GVÖ), Hamburg[6]

## Verbandsmitgliedschaften
- RAL Gütegemeinschaft Energiehandel[7]
- Verband für Energiehandel, Mannheim
- Gesamtverband des deutschen Brennstoff- und Mineralölhandels,[8] Essen
- UNITI – Bundesverband mittelständischer Mineralölunternehmen e. V. in Berlin